# توبياس كريستنسن
توبياس كريستنسن (بالنرويجية البوكمول: Tobias Christensen)‏ هو لاعب كرة قدم نرويجي، ولد في 11 مايو 2000 في Hellemyr ‏ في النرويج. لعب مع نادي ستارت.

## روابط خارجية
- توبياس كريستنسن على موقع اتحاد النرويج (النرويجية)
- توبياس كريستنسن على موقع قاعدة بيانات كرة القدم.إي يو (الإنجليزية)
- توبياس كريستنسن على موقع Soccerbase.com (لاعب) (الإنجليزية)
- توبياس كريستنسن على موقع Soccerway.com (الإنجليزية)